# Langona warchalowskii
Langona warchalowskii là một loài nhện trong họ Salticidae.
Loài này thuộc chi Langona. Langona warchalowskii được Wanda Wesołowska miêu tả năm 2007.